# Hellblau
Hellblau ist der Name einer Gruppe von Farben, mit der verschiedene Farbtöne, Helligkeiten und Farbsättigungen sowie Nuancen von Blau bezeichnet werden. „Hellblau“ ist die Bezeichnung für helle, mittel- bis hochbunte Blautöne. Unbunte, helle Blautöne bezeichnet man als Graublau.
- Blassblau: Farben, die in Richtung eines blaustichigen Weiß gehen oder Ausmischungen von Blaupigmenten in Weiß (bläuliches Weiß) oder lasierendes Blau auf weißem Malgrund sind.
- Lichtblau: ein leicht kühles bis grünstichiges Hellblau
- Himmelblau: ein neutrales Hellblau (Babyblau)
Himmelblau bezeichnet auch Himmelsblau, das Blau des Himmels (azurblau)
- Lilablassblau: warmes Hellblau an der Grenze zu einem Blassviolett oder Pastelllila

## Hellblau
FarblehreDie Farbe Hellblau
- entsteht durch die Mischung der Farben Blau und Grün und Weiß in der Additiven Farbmischung,
- entsteht durch die Mischung der Farbe Cyan mit geringen Anteilen von Magenta in der Subtraktiven Farbmischung,
- ist die Komplementärfarbe zu neutralem Braun,
- hat im RGB-Farbraum etwa den Wert 192, 192, 255 (dezimal) = C0C0FF (hexadezimal).

## Lichtblau

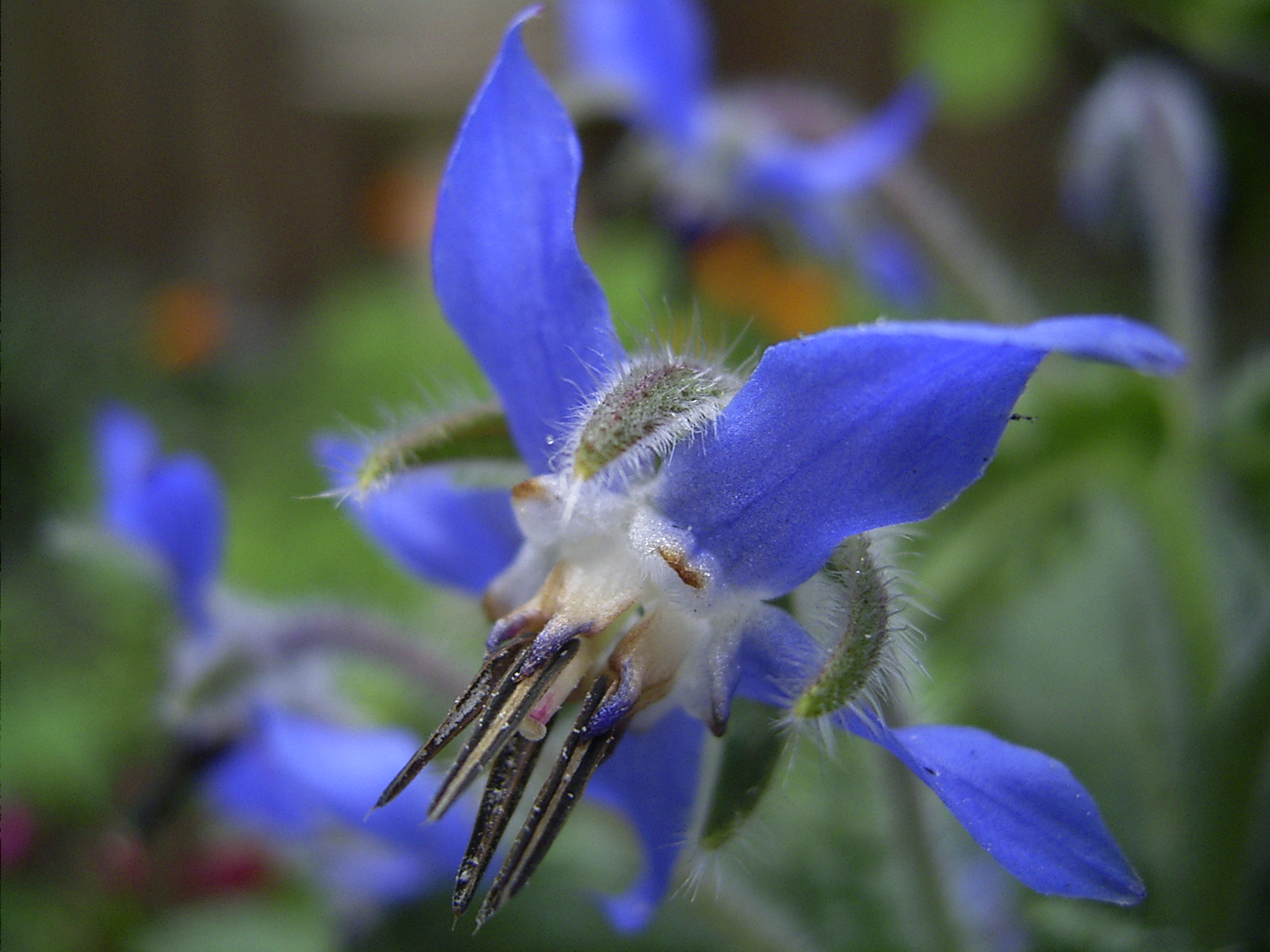
Borretsch (Bild mit Farbstich)

Lichtblau ist fein grünstichig etwa wie die Borretschblüte, Kupfersulfat (Kupfervitriol), oder der Himmel am Morgen (wenn die Rotanteile des Sonnenlichts stärker ausgefiltert werden. Siehe hierzu Warum ist der Himmel blau?). RAL-Wert ist RAL 5012. 
FarbmittelIm Allgemeinen ist die Farbe heller als Bergblau oder Kobaltblau. Zur Herstellung kann als Ausgangsfarbstoff auch Anilinblau dienen. Im Mittelalter wurde der Farbton aus Indigo, Bleiweiß und Wasser gemischt. Hieraus entsteht ein zartes, sanftes kühles Blau. Seit Mitte des 20. Jahrhunderts wird es meist aus Kobaltblau oder Berliner Blau durch Verdünnung oder mit einem Phthalocyaninblau gewonnen.
- Azurblau, die Farbe des Minerals Azurit (aus dem arabischen Wort für „Himmelsblau“)
- Coelinblau (angelehnt dem lateinischen Wort für Himmelsgewölbe)
- Caeruleum (Ägyptischblau) (nach dem griechischen Wort)
- Kobaltblau  (Thénards Blau, Coelestinblau)

## Himmelblau

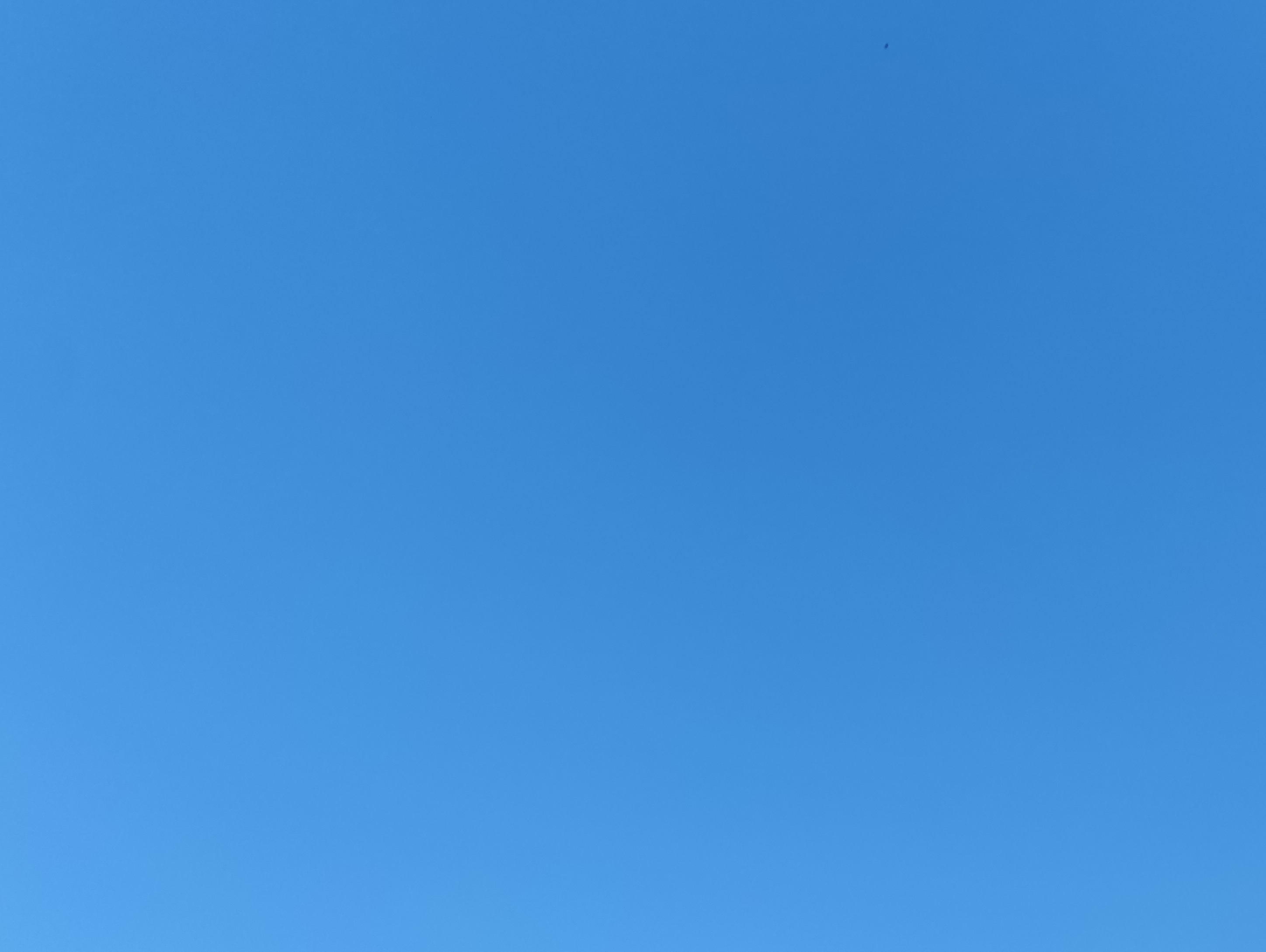
Blauer Himmel

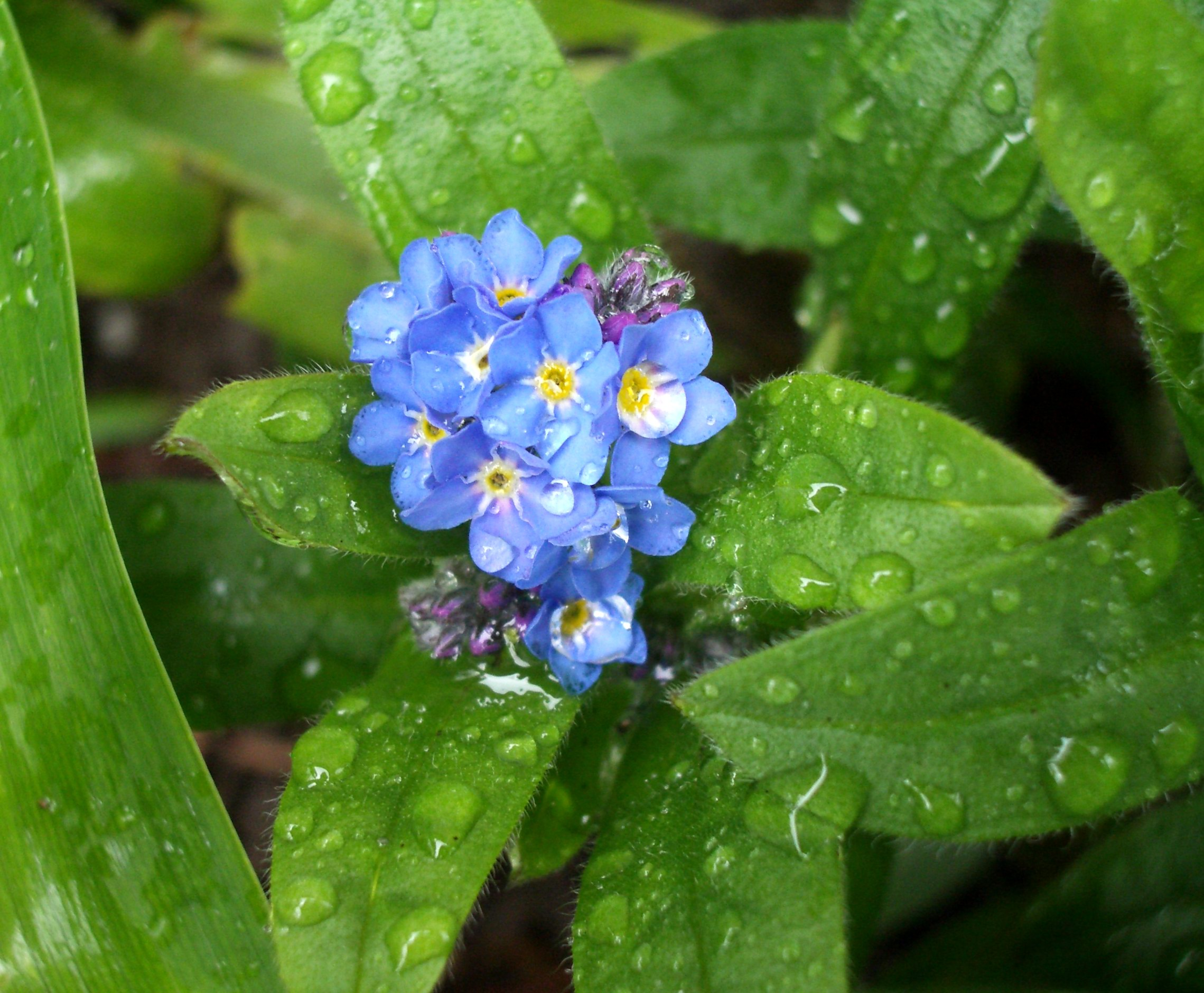
Vergissmeinnicht

Himmelblau (nicht statt Himmelsblau) bezeichnet neutral bis leicht warme blaue Pastelltöne. 
Im RAL-Farbsystem ist die Farbe Himmelblau als RAL 5015 normiert, für einen etwas wärmeren Ton steht RAL 5023 Fernblau. Trivialname ist etwa  – nach der Farbwahl für männliche Säuglinge – Babyblau.
Farbmittel
- Kobaltblau dunkel, ausgemischt etwa in Titanweiß.
- Ultramarinblau, das als Lasurblau auf weißem Grund von besonderer Schönheit ist. Der Edelstein Lapislazuli – von dem sich das Ultramarin-Pigment ableitet – ist dabei namensgebend für Lasur.

Der italienische Hersteller von Fahrrädern Bianchi definierte seine Firmenfarbe als „celeste“ italienisch celeste ‚himmlisch‘. Der Farbton variierte leicht im Laufe der langen Firmengeschichte. Zu beachten ist dabei besonders welche Farbmittel und welche Lackierverfahren zum Zeitpunkt der Einführung als Markenzeichen oder in den jeweiligen Produktionszeiträumen verfügbar waren.

## Lilablassblau

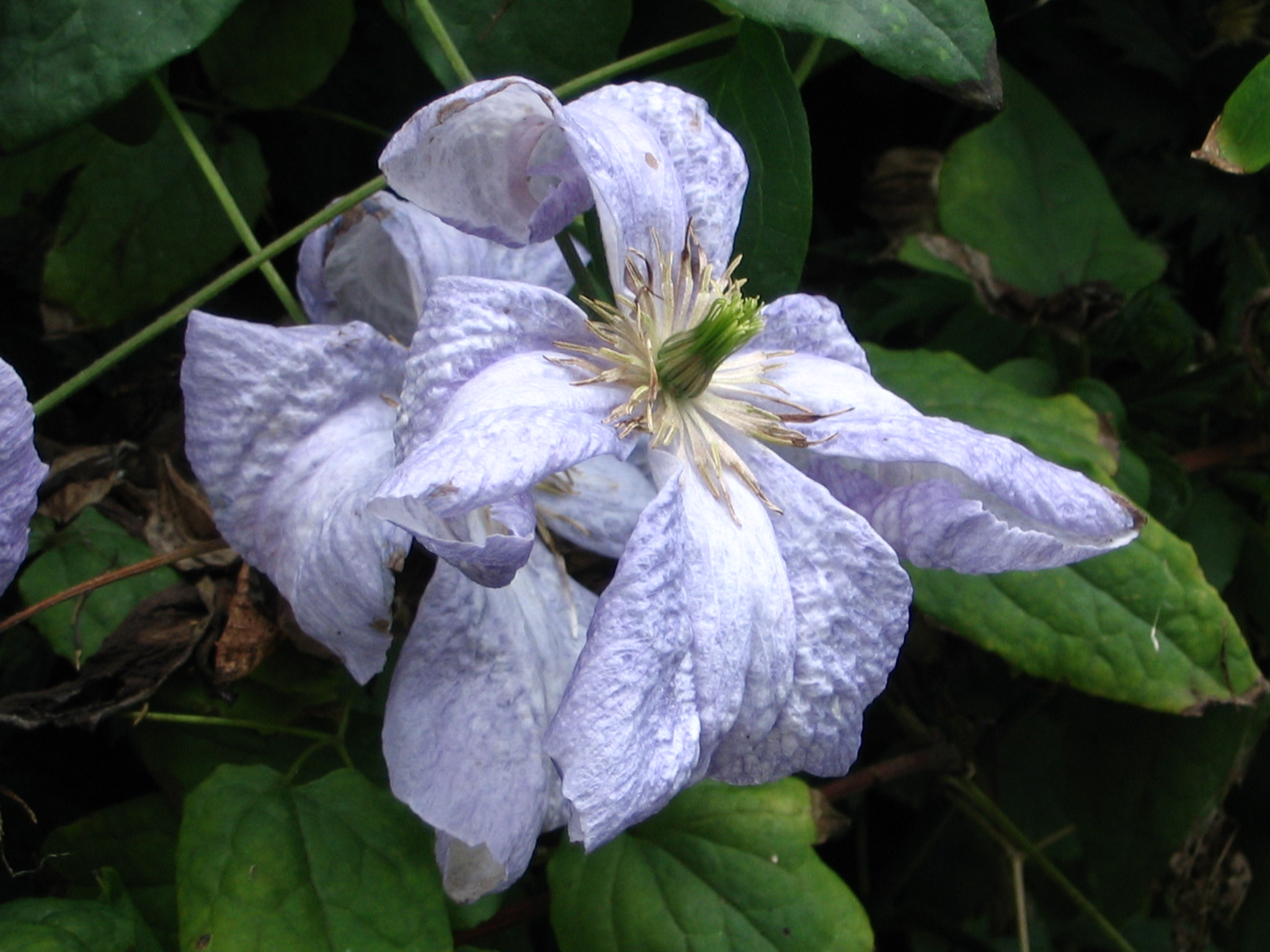
Alpen-Waldrebe

Die menschlichen Sehzellen für Blau verarbeiten ein sehr enges Band des Lichtspektrums, daher reagiert das Auge empfindlich auf Rotanteile in Blau. Ein Farbton ist entweder Blau oder Violett, es gibt keinen ausgesprochenen Mischton. Lilablassblau dürfte der Ausdruck dafür sein, dass der Effekt im wenig farbstarken Bereich nicht so ausgeprägt ist.
Farbmittel
- Ultramarinblau, rötliche Sorten